# Harald Morscher
Harald Morscher, nacido el 22 de junio de 1972 en Hohenems, es un ciclista profesional austriaco que fue profesional de 1998 a 2009. Actualmente es director deportivo del equipo Bahrain Merida Pro Cycling Team. 

## Palmarés
1994
- Vuelta a Austria, más 1 etapa

1997
- 2.º en el Campeonato de Austria en Ruta

2000
- 1 etapa del Tour Poitou-Charentes en Nueva Aquitania
- 1 etapa del Drei-Länder-Tour

2001
- 1 etapa de la Vuelta a Austria
- 1 etapa del Tour de Normandía

2002
- 2.º en el Campeonato de Austria en Ruta

2004
- Campeón de Austria en Ruta

2006
- 2.º en el Campeonato de Austria en Ruta